# مهدکودک بابابزرگ
مهدکودک بابابزرگ (به انگلیسی: Grand-Daddy Day Care) یک فیلم ویدئویی آمریکایی کمدی محصول سال ۲۰۱۹ کمپانی‌های یونیورسال پیکچرز و رولوشن استودیوز است.
این فیلم دنباله‌ای بر فیلم روز اردو با پدر محسوب می‌شود.

## داستان
یک مرد (رنو ویلسون) تصمیم به ایجاد یک مرکز مراقبت روزانه برای سالمندان در خانه خود دارد.

## بازیگران
- دنی ترخو - ادواردو هرناندز
- رنو ویلسون - فرانک کالینز
- رکسانا اورتگا - اما کالینز
- هل لیندن - گبه
- لیندا گری - بلانش
- جورج ونت - بیگ لو
- مارگارت آوری - مایلی
- جولیا دافی - بانی
- بری باستویک - دینامیت دن نورث
- گرت موریس - آرنولد
- جیمز هنگ - والتر
- آنتونی گونزالز - جردن کالینز
- کلینت هاوارد - قاضی لیتل
- مارا مارینی - بوی
- نینا میلین - دنیس
- آیلین گالیندو - ولما
- جکی اس. گارسیا - جنی کریگ
- میکا جیووانی - کنی
- جیدن بارتلز - آنی
- برونو آماتو - سال
- الیزابت تریپلت - پیشخدمت
- داوون مک دونالد - چارلی
- اد کوئین - جک کوارترماین
- رابرت پیترز - مجری
- بیل کوک - بیل دلقک
- استیسی گرینول - خانم گلچ
- پاتریشیا الیوت - زن وحشت زده
- راجر هالستون - دیواین